# Marrakesh
Marrakesh of Marrakech (Arabisch: مراكش, Tamazight: ⵎⴰⵔⴰⴽⴻⵙ) is een stad gelegen in het westen van Marokko en hoofdplaats van de gelijknamige provincie. Marrakesh telde in 2024 ruim 1 miljoen inwoners, en is daarmee de vierde grootste stad van het land. De stad is een van de vier koningssteden van Marokko, samen met Fez, Meknes en Rabat. De stad is gelegen op de vruchtbare Haouzvlakte, aan de voet van de Hoge Atlas.
Marrakech werd halverwege de 11e eeuw gesticht door Yusuf ibn Tashufin, heerser van de Almoraviden dynastie, en diende als hoofdstad van de Almoraviden totdat het in 1147 in handen viel van de Almohaden. In 1269 kwam Marrakech onder de controle van de Meriniden, wiens favoriete hoofdstad de noordelijke stad Fès was. Hoewel Marrakesh bloeide toen het in de 16e eeuw als hoofdstad fungeerde onder de Saadidynastie, woonden de daaropvolgende 'Alaoui heersers vaker in Fez of Meknes; de ʿAlaoui's bleven Marrakech echter als militaire post gebruiken. In 1912 werd Marrakech veroverd door de religieuze leider Aḥmad al-Ḥibah, die werd verslagen en verdreven door Franse troepen onder bevel van kolonel Charles ME Mangin. Onder het Franse protectoraat (1912-1956) werd Marrakech jarenlang bestuurd door de familie Glaoui, van wie de laatste, Thami al-Glaoui, de belangrijkste aanstichter was van de afzetting van Mohammed V in 1953.
De stad ligt 230 km van Casablanca en 310 km van de hoofdstad Rabat. Ongeveer 250 km ten zuidwesten ligt de toeristische badplaats Agadir aan de Atlantische Oceaan. De dichtstbijzijnde kustplaats is de havenstad Safi op 150 km.

## Etymologie
Er wordt gedebatteerd over de exacte betekenis van de naam. Een mogelijke oorsprong van de naam Marrakesh is afkomstig van de Berberse (Amazigh) woorden amur (n) akush, wat "Land van God" betekent. Volgens historicus Susan Searight werd de naam van de stad echter voor het eerst gedocumenteerd in een 11e-eeuws manuscript in de Qarawiyyin-bibliotheek in Fez, waar de betekenis ervan werd gegeven als "land van de zonen van Kush". Het woord murwordt nu in het Berbers meestal in de vrouwelijke vorm tamurt gebruikt. Hetzelfde woord "mur" komt voor in Mauretania, het Noord-Afrikaanse koninkrijk uit de oudheid, hoewel de link controversieel blijft aangezien deze naam mogelijk afkomstig is van μαύρος mavros, het oude Griekse woord voor "donker". De gebruikelijke Engelse spelling is "Marrakesh", hoewel "Marrakech" (de Franse spelling) ook veel wordt gebruikt. De naam wordt gespeld als Mṛṛakc in het Berberse Latijnse alfabet, Marraquexe in het Portugees en Marrakech in het Spaans. Een typische uitspraak in het Marokkaans Arabisch is marrakesh met nadruk op de tweede lettergreep, terwijl klinkers in de andere lettergrepen mogelijk nauwelijks worden uitgesproken.
Vanaf de middeleeuwen tot rond het begin van de 20e eeuw stond het hele land Marokko bekend als het "koninkrijk Marrakesh", aangezien de historische hoofdstad van het koninkrijk vaak Marrakesh was. De naam voor Marokko is tot op de dag van vandaag nog steeds "Marrakesh" in het Perzisch en Urdu, evenals in vele andere Zuid-Aziatische talen. Verschillende Europese namen voor Marokko (Marruecos, Marrocos, Maroc, Marokko, etc.) zijn rechtstreeks afgeleid van de naam Murrākush. Omgekeerd werd de stad zelf vroeger door reizigers uit het buitenland simpelweg Marokko-stad (of iets dergelijks) genoemd. De naam van de stad en het land liepen uiteen nadat het Verdrag van Fez Marokko verdeelde in een Frans protectoraat in Marokko en een Spaans protectoraat in Marokko, en het oude onderling verwisselbare gebruik duurde tot ongeveer het interregnum van Mohammed Ben Aarafa (1953-1955). De laatste aflevering zette de terugkeer van het land naar de onafhankelijkheid in gang, toen Marokko officieel المملكة المغربية (al-Mamlaka al-Maġribiyya, "Het Maghreb-koninkrijk") werd, waarvan de naam niet langer verwijst naar de stad Marrakesh. Marrakesh staat bekend onder een verscheidenheid aan bijnamen, waaronder de ‘Rode Stad’, de ‘Okerstad’ en ‘de Dochter van de Woestijn’, en is het middelpunt geweest van poëtische analogieën, zoals een vergelijking van de stad met ‘een trommel die slaat’. een Afrikaanse identiteit in de complexe ziel van Marokko."

## Geschiedenis
In 1062 stichtten de Almoraviden de stad en maakten haar tot hoofdstad van hun rijk. Dit zou zo blijven totdat de Meriniden Fez als hoofdstad kozen boven Marrakesh. De stad ligt aan de voet van het Atlasgebergte en passen over de Hoge Atlas voeren door de stad. Dit, in combinatie met de goede irrigatiemogelijkheden met behulp van water uit de omliggende bergen maakte deze locatie een gewilde plek. Rond 1162 gaf Abd el-Moumen opdracht om een moskee te bouwen: de Koutoubia-moskee. De stad had in de 13e eeuw een bevolking van ruim 200.000 mensen en was daarmee een van de grootste steden ter wereld.
Ten tijde van het Franse protectoraat van Marokko (1912-1956) werd een nieuw stadscentrum buiten de oude stadsmuren gebouwd: Gueliz. Hotels, kantoren en andere (moderne) bouwwerken worden geweerd uit de medina (het oude centrum) en zijn geconcentreerd in de nieuwe wijken zoals Gueliz en Hivernage. Het oude centrum, rond het Djemaa el Fnaplein en de genoemde Koutoubia-moskee zijn hierdoor goed bewaard gebleven.
De historische kern van de stad (de medina) is door UNESCO in 1985 tot Werelderfgoed verklaard. Het centrale plein van de stad, Djemaa el Fna, is erg populair bij toeristen, evenals de ernaast gelegen soek ("bazar") met zijn pittoreske steegjes en kraampjes met allerlei handelswaren. Beide hebben een, voor de beleving van Europeanen, exotische sfeer. Overdag zijn er op het plein, waar vroeger executies plaatsvonden (vandaar de naam, die betekent "Plein des Doods") veel straatartiesten, waaronder ook slangenbezweerders, en 's avonds staan er tientallen eetkraampjes. Verder bevindt zich de bekende Ben Youssef-madrassa, een zogenaamde Koranschool, in deze stad. Meer dan andere grote Marokkaanse steden heeft de stad haar Marokkaanse identiteit altijd weten te behouden.

## Bevolking
De bevolking bestaat voornamelijk uit Arabische en Berberse Marokkanen. De voertaal is het Marokkaans-Arabisch daarnaast beheersen veel bewoners het Frans, Engels en Spaans. Er wonen ook veel gepensioneerden Europeanen.

## Bezienswaardigheden
- Djemaa el Fna
- Ben Joesoefmadrassa
- El-Badipaleis
- Bahiapaleis
- Majorelletuin
- Koutoubia-moskee
- Saaditombes

In 1985 zijn de Medina van Marrakesh met haar verschillende monumenten, de Menara-tuinen, en de Tuinen van Agdal ingeschreven als werelderfgoed. Het culturele leven van Djemaa el Fna is in 2008 erkend als immaterieel erfgoed.

## Onderwijs
- The American School of Marrakech
- The Britisch Academy School Marrakech
- Hilali Targa International School
- Marrakech International School
- Khalil Gibran School Marrakech
- The Anglo School
- School Le Sud
- School Ben Youssef
- Lycee Victor Hugo
- School Auguste Renoir

## Sport
Kawkab Marrakech is de belangrijkste voetbalclub van Marrakesh. De club werd in 1958 en 1992 landskampioen van Marokko. Kawkab Marrakech speelt haar thuiswedstrijden in het Stade de Marrakech. Hier werden in 2013 wedstrijden, waaronder de finale, gespeeld voor het WK voor clubs. 

## Stedenbanden (Sinds 18e eeuw)
- Granada (Spanje)
- Marseille (Frankrijk)
- Timboektoe (Mali)

## Bekende inwoners van Marrakesh

### Geboren
- Ibn al-Banna (ca. 1256 - ca. 1321), wiskundige en astronoom
- Mohammed El Ifrani (1670-1747), geschiedschrijver
- Hassan El Glaoui (1924-2018), kunstschilder
- Just Fontaine (1933-2023), Frans voetballer en voetbaltrainer
- Joseph Azran (1941-2010), Israëlisch opperrabbijn en politicus
- Mohamed Bennouna (1943), diplomaat en jurist
- Mordechai Vanunu (1954), Israëlisch nucleair technicus
- Adil Ramzi (1977), voetballer
- Hasna Benhassi (1978), atlete
- Mariem Alaoui Selsouli (1984), atlete

## Galerij

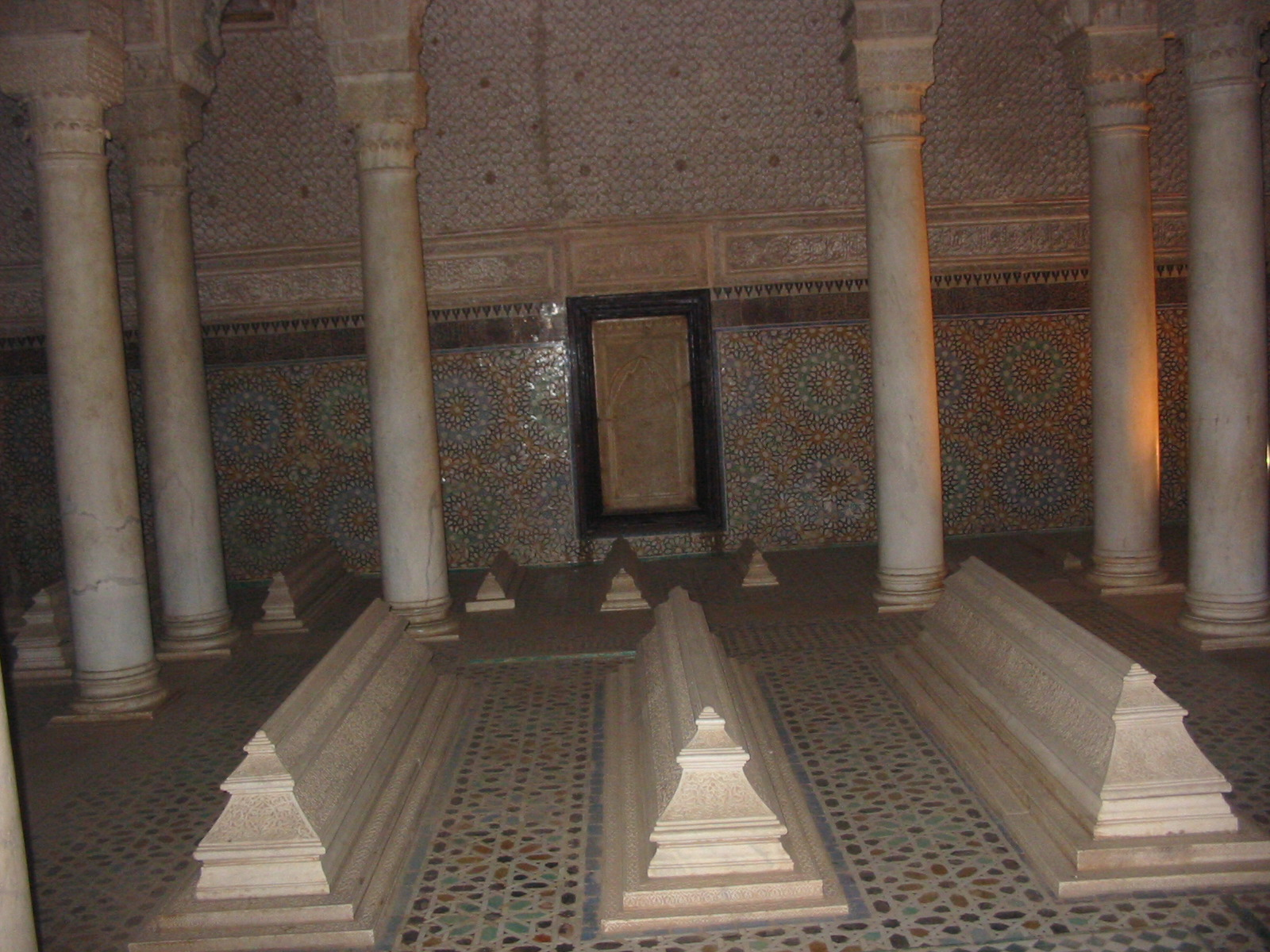
Saaditombes
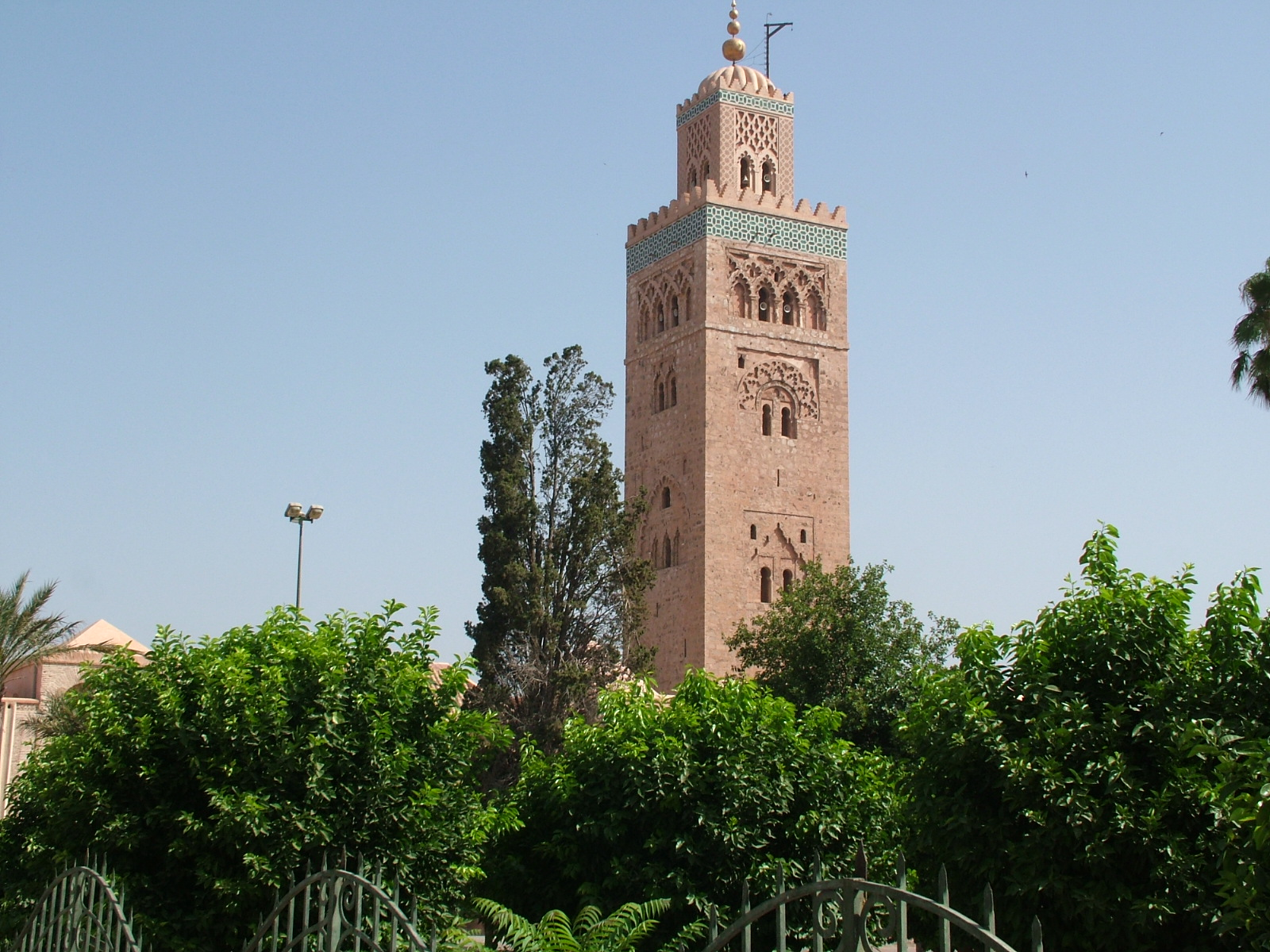
De Koutoubia-moskee
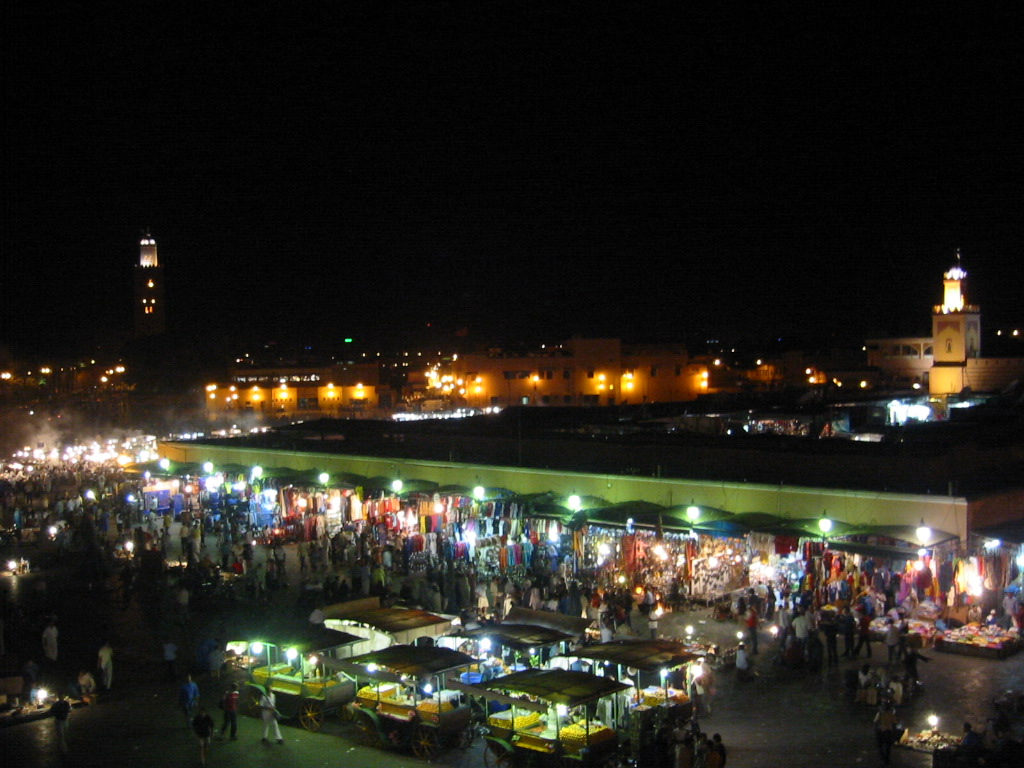
Djemaa el Fna
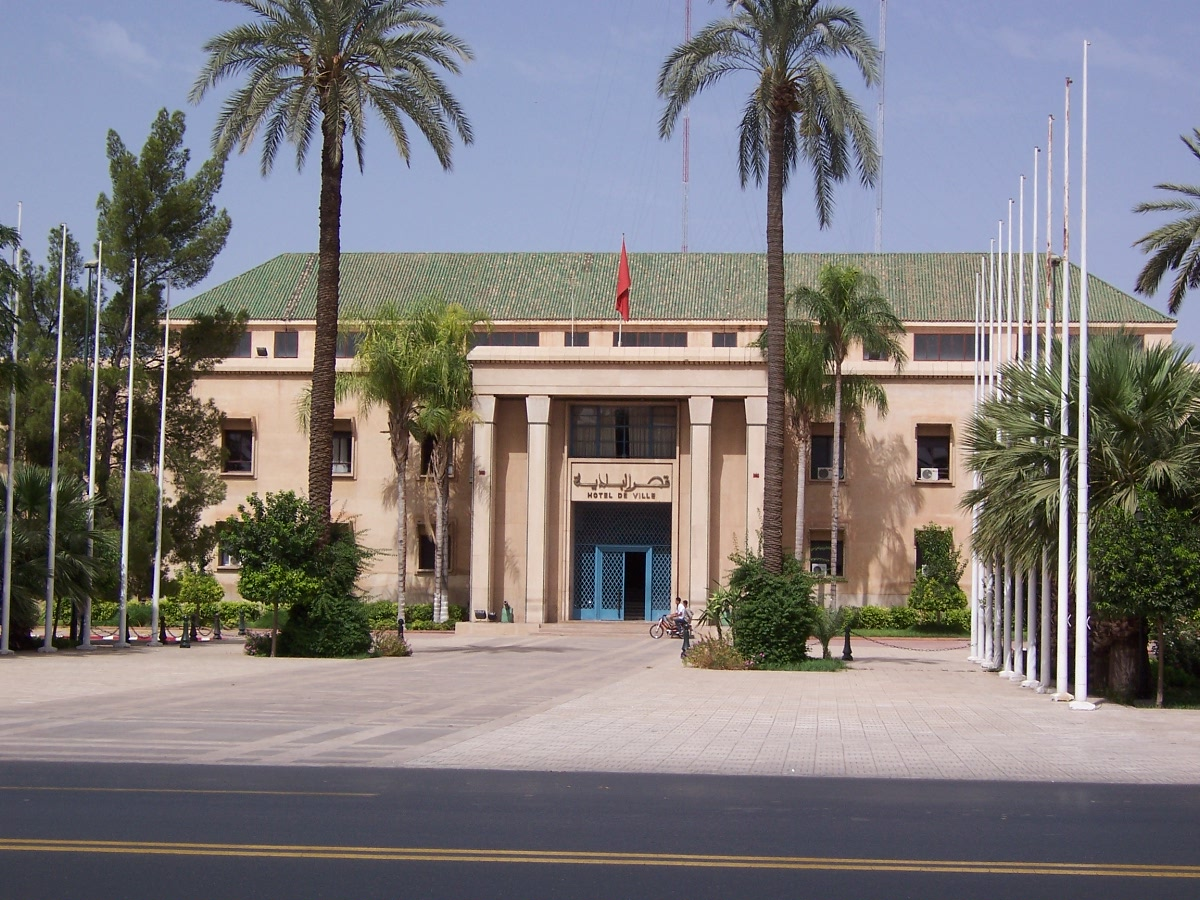
Stadhuis
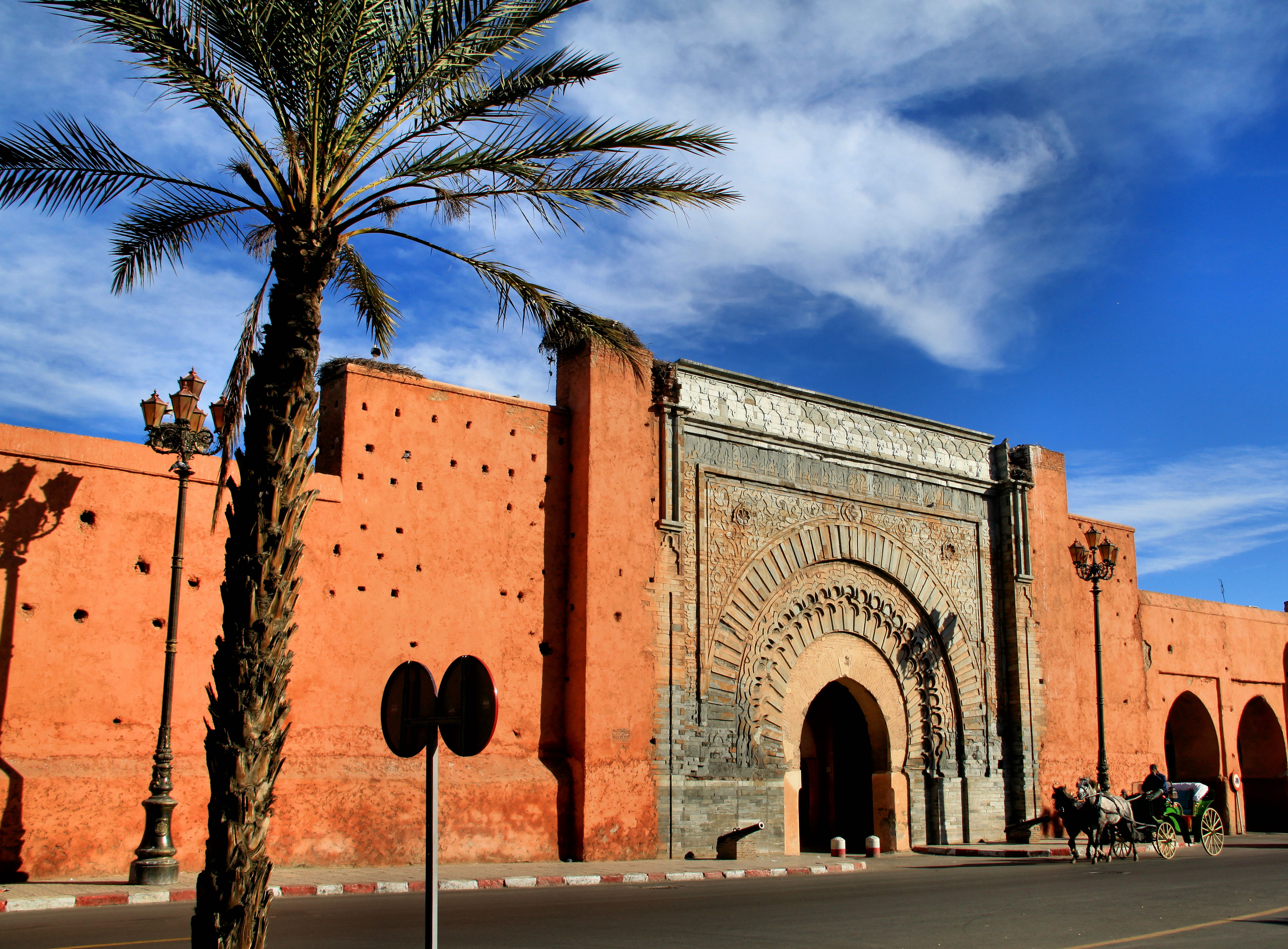
Oude stadspoort, Bab Agnaou
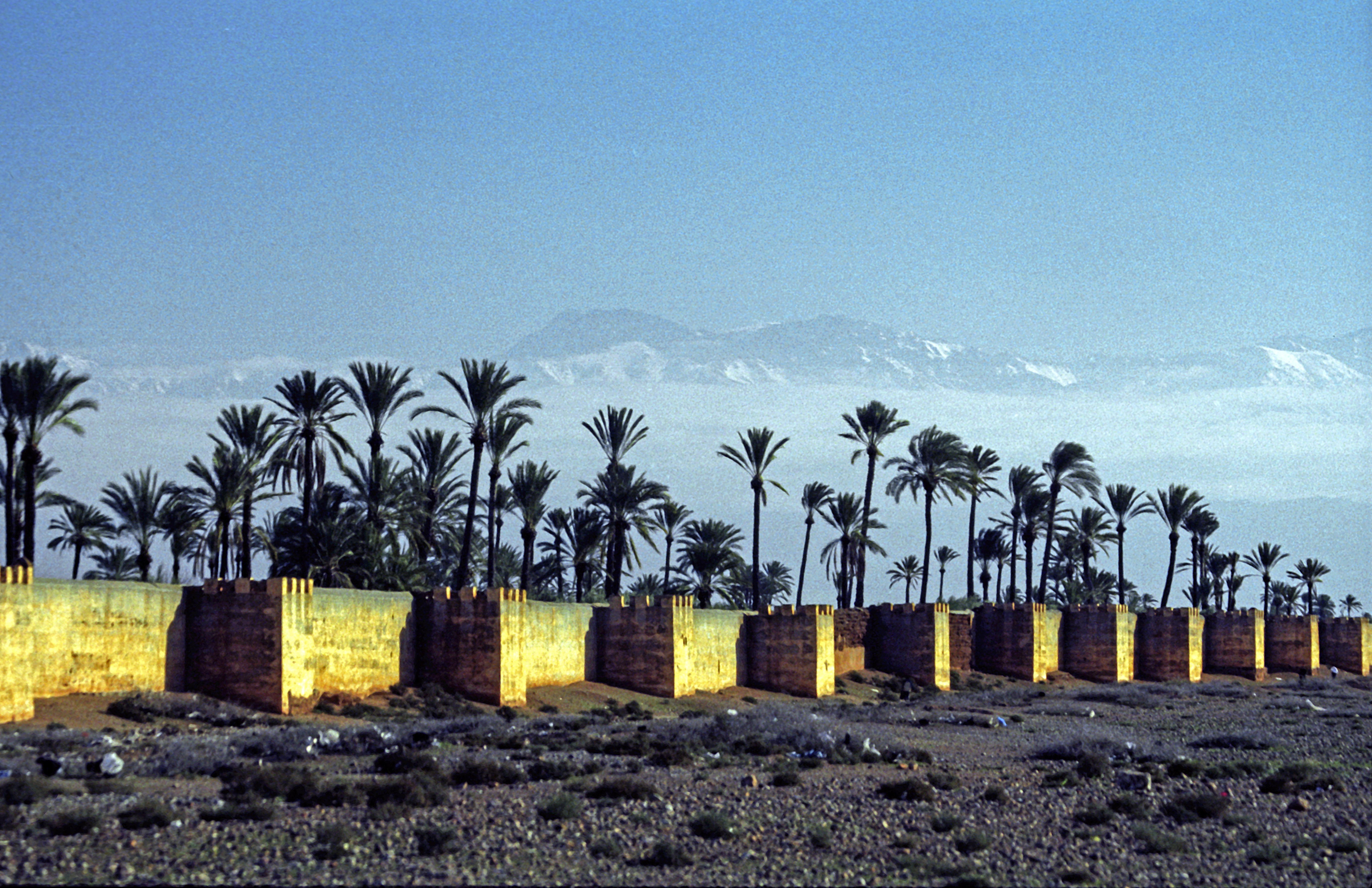
Muur, Agdaltuinen
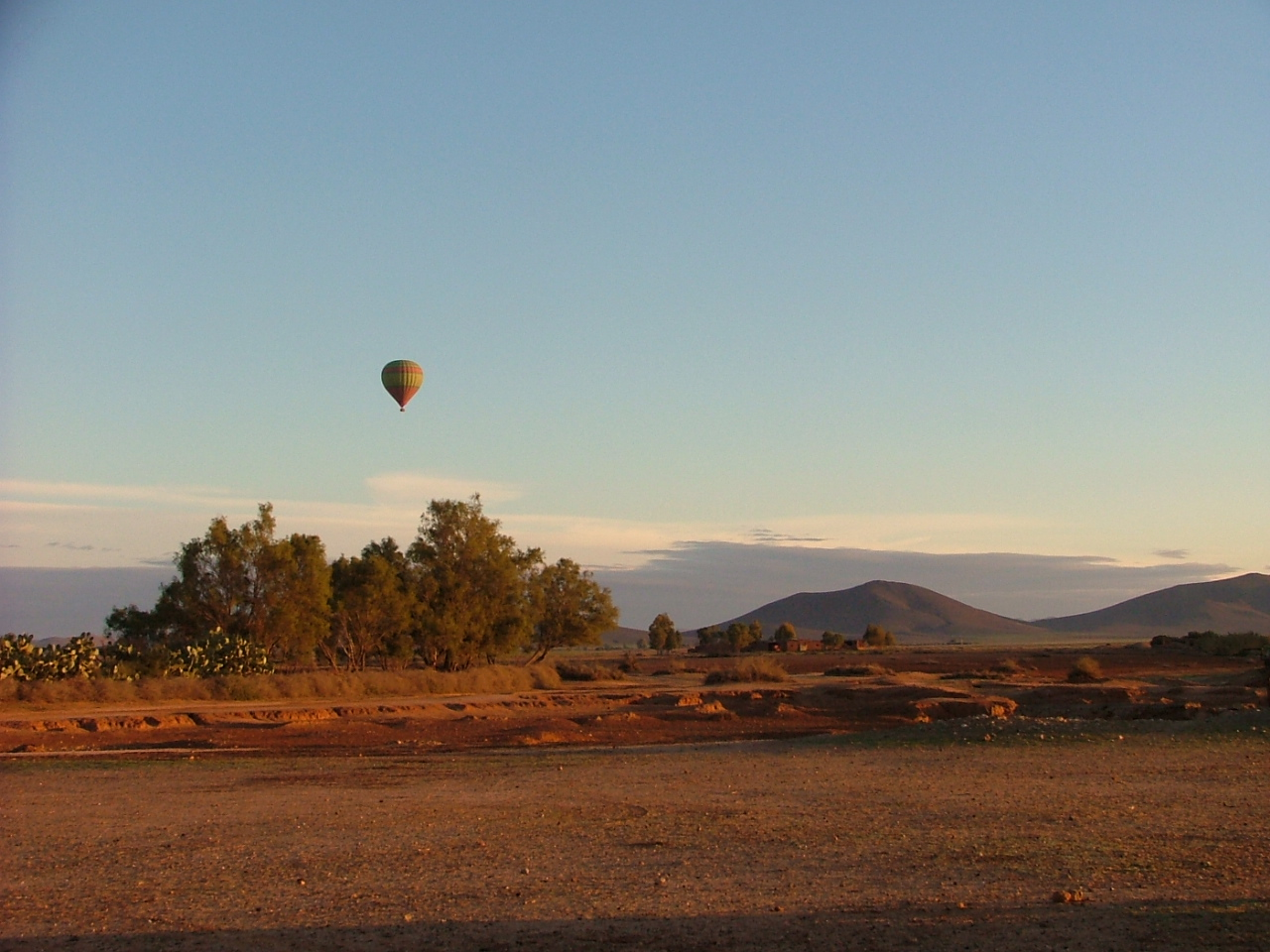
Ballonvaart in de Marrakeshregio
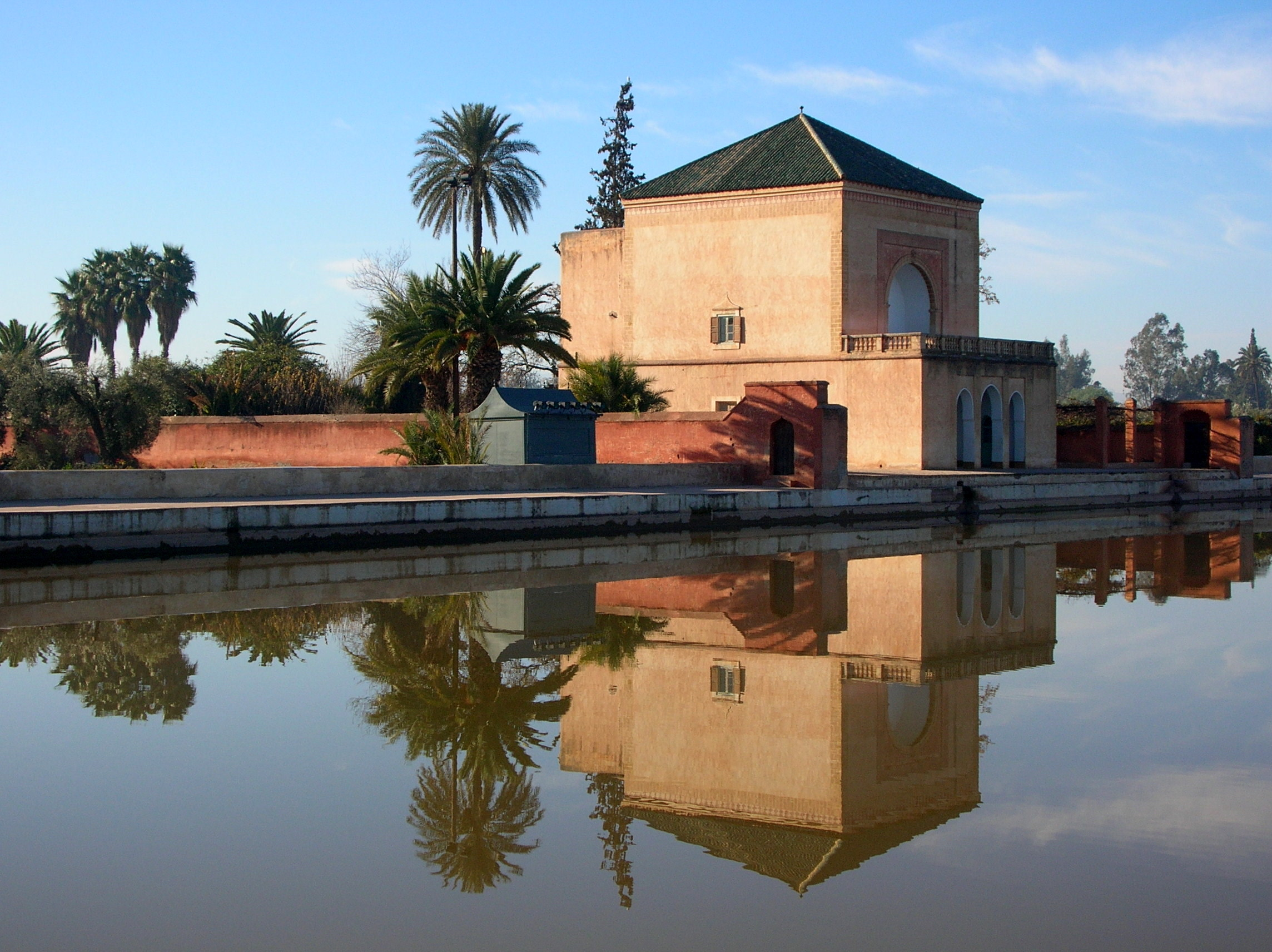
Menaratuinen
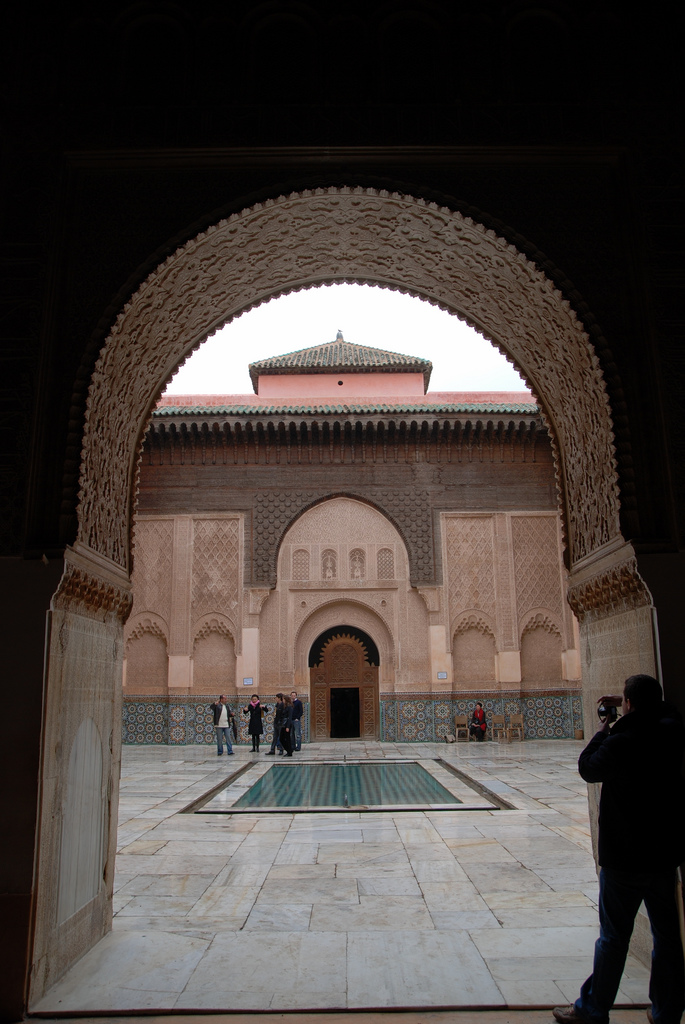
Ben Joesoefmadrassa
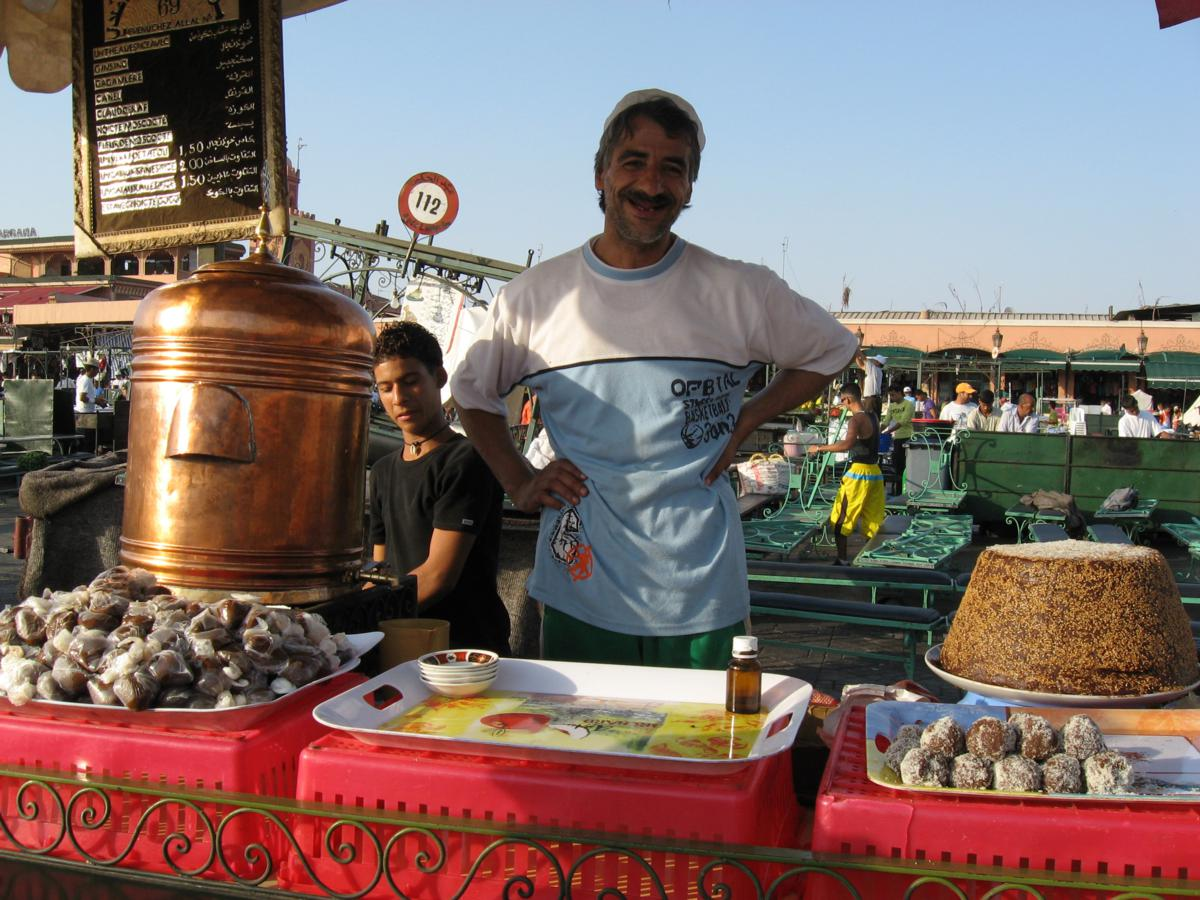